# Sophie Delaporte
Pour les articles homonymes, voir Delaporte.
Sophie Delaporte, née en 1971, est une plasticienne, photographe et réalisatrice française, qui a commencé sa carrière au début des années 2000 en publiant sa première série de mode dans la presse britannique, et plus particulièrement dans iD Magazine.
Remarquée pour ses recherches sur la couleur et le mouvement, Sophie Delaporte s'est intéressée très tôt à la question de la représentation des femmes. Elle a été invitée en juin 2019 à l'occasion de l'exposition Dora Maar par le Centre Georges-Pompidou, à participer à une table ronde sur la place et l'inclusion des femmes dans l'art, ainsi que leur représentation dans les pages de la presse magazine féminine (avec Sacha Van Dorssen et Mathieu Meyer).

## Biographie
Après un baccalauréat scientifique et des études de mathématiques à Jussieu, Sophie Delaporte passe le concours de l'École nationale supérieure Louis-Lumière (ENSLL). Diplômée de l'ENSLL, Sophie Delaporte poursuit ses études d'histoire de la photographie à l'Université Paris-VIII et à l'école du Louvre.
En novembre 2002, la galerie Marion Meyer expose ses premières images de mode, à l'occasion du Mois de la Photo. Elle réalise également pour Les Échos, des séries avec John Galliano, Rabih Kayrouz et Jean Paul Gaultier.
Franca Sozzani du Vogue Italien lui confie alors sa première série beauté (Water Therapy) pour le magazine, avec lequel elle collaborera régulièrement par la suite.
Après son diplôme, elle travaille pour la presse anglaise et Terry Jones, directeur artistique du magazine i-D, lui confie ses premières séries de mode (Fashion Now 2).
Ses photographies paraissent dans des magazines tels que Vogue Italia, Uomo Vogue, Vogue Portugal, Vogue Deutschland, Vogue Turquie, Vogue Japon, I-D magazine, Another Magazine et Interview aux États-Unis.
Des maisons comme Hermès (Hermès Missy Rayder), Dior, Lancôme, Astier de Villatte (Astier de Villatte, Lou Doillon), Le Bon Marché ou Courrèges (Eau Hyper Fraiche) font appel à elle.
Sophie Delaporte se fait remarquer notamment pour ses recherches sur la couleur et le mouvement.
Son travail a fait l'objet de plusieurs expositions personnelles à Londres, Paris,,,, New York,,,, et Tokyo ; et plus largement dans des expositions collectives et des foires internationales comme Art Chicago, Bâle Miami, Photo London, Work on Paper à New York et Art Paris.
En septembre 2011, Tim Newman lui propose de réfléchir à un concept et de réaliser cinquante petits films courts pour France Télévision, sur la création en France.
En 2015, Sophie Delaporte réalise deux vidéos clip pour Émilie Simon et les Pulpalicious,,, produit par Why Us (Première Heure).
À l'occasion de l'exposition True Color, à la galerie Joseph, en mars 2015, Sophie Delaporte expose cinquante photographies et quatre vidéos, traitant de sujets de société comme la pollution de l'air, la présence des colorants chimiques dans l'industrie agroalimentaire, ces vidéos ont été sélectionnées et montrées dans des festivals d'art vidéo tels que Les Instants Videos à Marseille et lors du festival Traverse Video, lors d’une projection qui clôturait le festival au musée des Abattoirs de Toulouse, Frac…,,,,
Le travail de Sophie Delaporte a donné lieu à une nouvelle exposition à New York la SLE Galley, accompagné d'un Artist Talk avec la très célèbre critique et historienne Américaine de la Photographie Vicki Goldberg.
Certaines photographies de Sophie Delaporte pour Comme des Garçons apparaissent dans le livre Fashion Game Changers , Reinventing the 20th Century Silhouette, publié en mai 2016 aux Éditions Bloomsbury et à l’occasion d’une exposition au MoMU, Musée de Antwerp début 2016.
En Mars 2018, Sophie Delaporte réalise la campagne digitale Balenciaga SS 2018, pour laquelle Demna Gvasalia lui propose de reprendre et de poursuivre une série inspirée du Land Art qu’elle a réalisée au début des années 2000 pour le magazine i-D,,,
Invitée pour la troisième édition du Forum de la mode en novembre 2018, Sophie Delaporte participe à la table ronde « France territoire de créativité mondiale » en compagnie de Christelle Kocher, Kate Fishard, Isaac Reina et Olivier Verrièle et Floriane de Saint Pierre. Cette conversation clôt la journée de débats.
En juin 2019 à l'occasion de l'exposition Dora Maar, elle est invitée par le Centre Georges-Pompidou, à participer à une table ronde sur la place et l'inclusion des femmes dans l'art, ainsi que leur représentation dans les pages de la presse magazine féminine (avec Sacha Van Dorssen et Mathieu Meyer),,.
Le grand prix « Photography and Sustainability » organisé par Paris Good Fashion et Eyes on Talents lui est décerné en novembre 2019 pour sa série Fragile Lanscape qui traite de l'impact de l'industrie de la mode sur l'environnement et notamment de la pollution de l'eau par les colorants chimiques. Ses photographies seront exposées sur les grilles de l'Hotel de Ville de Paris, du 6 novembre au 3 décembre 2019, aux côtés des autres lauréats, Andrew Nuding, Romain Roucoules, Kateryna Snizhko et Amir Tikriti,.

## Expositions
- Exposition Sculpter la couleur au Palais de Luppé, Arles du 3 juillet au 30 septembre 2023 [41]
- Exposition Bloom of Color à la Galerie Lysisoleil, Paris, du 30 juin au 10 août 2022[42].
- Grand Prix Photography and Sustainability, Hôtel de Ville, Paris, du 6 novembre au 5 décembre 2019[43],[44]
- Art Miami 2019, Miami, décembre 2019[45]
- Post Modern Mysteries (solo show & Artist Talk with Vicki Goldberg), galerie Sous les étoiles, New York, du 12 mai au 11 juin 2016[15],[16],[17],[18]
- Traverse vidéo, Musée des Abattoirs, Toulouse, avril 2016[46]
- True Colors, Galerie Joseph, mars 2015[12],[13]
- Souvenir from earth, Palais de Tokyo, Paris, mars 2014 [47]
- Mois de la photo, Espace Pierre Cardin, Paris, 30 octobre au 11 novembre 2012 (solo show)[4],[48]
- Needlework HPgrp Gallery, New York (solo show), mars 2012[49]
- Nudes, Galerie Sous les étoiles, New York (solo show) septembre 2011[50]
- Sophie Delaporte & Astier de Villatte, Paris (solo show), 2011[11]
- Early Fashion Work, Gallery 21, Tokyo (solo show), 2010[51]
- Sophie Delaporte & Astier de Villatte, HP, Tokyo (solo show), 2010[52]
- Early Fashion Work, Galerie Sous les étoiles, New York (solo show), 2009[14]
- Needlework, Scream Gallery, London (solo show), 2008[53]
- Work on Paper, Marion Meyer Gallery, New York, 2007[53]
- Le Mois de la Photo, Marion Meyer Gallery, Paris (solo show), 2002[10]